# Martin Scott
Martin Scott (Livingston, 15 febbraio 1986) è un ex calciatore scozzese, di ruolo centrocampista.

## Carriera

### Club
Ha giocato nella massima serie dei campionati scozzese ed indiano.

### Nazionale
Nel 2006 ha giocato una partita nella nazionale scozzese Under-21, segnando anche una rete.